# Tjålmukjávrátj (Arjeplogs socken, 739952-156896)
Tjålmukjávrátj (äldre stavning Tjålmokjauratj) är en sjö i Arjeplogs kommun i Lappland och ingår i Piteälvens huvudavrinningsområde. Tjålmukjávrátj ligger i Piteälven Natura 2000-område.